# Claudio De Tommasi
Claudio De Tommasi (Roma, 6 gennaio 1960) è un disc jockey, conduttore televisivo e conduttore radiofonico italiano esperto di rhythm'n'blues, rock, pop ed elettronica. Si è esibito in vari club europei.

## Biografia
Ha esordito nel 1982 su Rai 3, presentando la prima trasmissione musicale del neonato canale, che faceva da traino al TG3 delle ore 19, L'Orecchiocchio. Successivamente il programma fu condotto da Guido Cavalleri.
In seguito si trasferisce a Videomusic come quinto vj, dopo Rick Hutton, Clive Griffiths, Johnny Parker e Tiziana Cappetti. Qui lavora per molti anni, curando l'intero palinsesto, riorganizzandolo e reinventandolo con l'aggiunta dei "video della settimana", cambiando i criteri di rotazione e scegliendone i contenuti. Nel corso degli anni realizza vari eventi, tra cui le interviste dalla Mostra di Venezia a ospiti come Jack Nicholson, Harrison Ford, Steven Spielberg e Quentin Tarantino. Rimane su Videomusic, come unico conduttore storico, fino all'ultima stagione dell'emittente, fino a metà degli anni novanta, partecipando a programmi vari, fra cui Hot Line e Metropolis. Nel 1994 conduce uno speciale sui risultati elettorali con ospiti in studio.
Nel contempo conduce i programmi "on the road" per Rai 2 Route 66 - Chicago - L.A. - Panamericana - US - Delta Blues negli anni 1992, 1993 e 1995, realizzati da Emerson Gattafoni, e altri programmi trasmessi dalla RAI come Notte Rock.
De Tommasi ha poi lavorato a Radio Tre e RaiStereoNotte, è stato responsabile dei palinsesti dell'emittente musicale The Box, autore per Jimmy e Super Channel. Ha lavorato per il canale tv su internet ShooTv, con il compito di selezionare i brani musicali provenienti da Myspace, per la tv musicale standby.tv e ha condotto programmi radiofonici su Radio Capital e, dal 1999, su Radio Centro Suono, con il programma Microonde.
Nel marzo 2007 ha pubblicato un brano di musica elettronica dal titolo Magnetron. 
Dalla primavera del 2012 ha scritto e condotto alcuni programmi su Rai 5 come Road Music e Road Italy. Quest'ultimo programma, condotto con Emerson Gattafoni e Valeria Cagnoni, viene riproposto anche da Rai 1.
Nel 2015 conduce su Rai Radio 2 il programma Bbang - Oltre il muro del suono e nel 2016-2017 I sociopatici con Andrea Delogu e Gianfranco Monti. Dal 2018 conduce su Rai Radio 1 Radio 1 in viva voce con Ilaria De Sotis ed è tra i conduttori musicali della rete.